# جوك تورنر
جوك تورنر (بالإنجليزية: Jock Turner)‏ هو لاعب اتحاد الرغبي بريطاني، ولد في 28 سبتمبر 1943، وتوفي في 19 مايو 1992.